# قطعنامه ۱۴۷۳ شورای امنیت
قطعنامه ۱۴۷۳ شورای امنیت سازمان ملل متحد که در تاریخ ۰۴ آوریل ۲۰۰۳ تصویب شد، سندی بین‌المللی دربارهٔ اوضاع در تیمور شرقی است. این قطعنامه طی نشست ۴۷۳۵ام با ۱۵ رای موافق، ۰ مخالف و ۰ ممتنع تصویب شد.